# Atractosteus spatula
Il luccio alligatore (Atractosteus spatula (Lacépède, 1803)) è un pesce della famiglia dei Lepisosteidi. Diversamente dagli altri lepisostei, gli esemplari adulti di questa specie possiedono una doppia fila di grossi denti sulla mascella superiore. Deve il suo nome proprio all'aspetto di questi denti, simili a quelli dell'alligatore, e al muso allungato. La superficie dorsale del corpo è di color marrone o verde-oliva, mentre quella ventrale tende ad assumere toni più chiari. Le scaglie, a forma di diamante, sono interconnesse tra loro (scaglie ganoidi) e vengono talvolta utilizzate dai nativi americani per confezionare monili.
Oltre ad essere la specie più grande tra tutti i lepisostei, il luccio alligatore è anche il pesce esclusivo delle acque dolci più grande del Nordamerica, con una lunghezza da adulto di 343 – 504 cm di lunghezza e un peso medio di 109 kg. L'esemplare più grande catturato con la canna da pesca pesava 227 kg. Invece il più grande mai catturato con arco e frecce pesava ben 366 kg ed una lunghezza di 570 cm. Questo pesce è noto anche per la sua abilità di sopravvivere fuor d'acqua per almeno due ore.

## Distribuzione

### Areale originario
Il luccio alligatore è diffuso nella valle del corso inferiore del Mississippi e nelle aree costiere del Golfo del Messico, negli Stati Uniti sud-orientali e in Messico, spingendosi a sud fino a Veracruz; si incontra nei seguenti Stati degli USA: Texas, Oklahoma, Louisiana, Mississippi, Alabama, Tennessee, Arkansas, Missouri, Florida e Georgia. In passato il suo areale si estendeva molto più a nord, nelle aree centrali del continente, includendo anche Kansas, Nebraska, Kentucky, Ohio, Iowa e Illinois centro-occidentale; proprio in quest'ultimo Stato, nella località di Meredosia, avvenne nel 1922 la cattura più settentrionale di questo pesce, mentre un altro esemplare di 2,6 m, conservato in museo, venne pescato nella vicina Beardstown. L'Accademia delle Scienze dell'Illinois registrò in tutto lo Stato un totale di 122 catture, l'ultima delle quali avvenuta nel 1976 . Il luccio alligatore predilige le zone dal corso lento e le aree stagnanti di grandi fiumi, bayous e laghi. È comune anche in zone di acqua salata, alla quale si è adattato meglio di tutte le altre specie di lepisostei. In Louisiana è facile vedere questi grossi pesci presso la superficie delle paludi costiere.

### Al di fuori dell'areale originario
Vari esemplari di luccio alligatore sono stati avvistati in aree anche lontane dal Nordamerica.
Nel febbraio del 2007 un esemplare di 1,5 m venne scoperto mentre vagabondava presso Giacarta, in Indonesia, quando la città venne colpita da una grande alluvione (vedi i Collegamenti esterni). Nel febbraio del 2008 un altro luccio alligatore di 3 kg venne catturato dai pescatori di Bera, nello Stato di Pahang (costa orientale della Malaysia), essendo rimasto intrappolato in una rete da pesca.
Nel novembre del 2008 un lepisosteo lungo 0,5 - 0,6 m venne catturato a nord di Esenguly, in Turkmenistan, da due funzionari della Protezione della Pesca del Turkmenistan. Il Dr. R. Mayden dell'Università di Saint Louis e il Dr. Eric Hilton dell'Istituto di Scienze Marine della Virginia confermarono che si trattava molto probabilmente di un Atractosteus spatula.
Il 4 settembre 2009 un luccio alligatore di 1 m venne trovato nel Parco di Tak Wah a Tsuen Wan, Hong Kong. Nei due giorni seguenti almeno altri 16 esemplari, tra i quali uno lungo 1,5 m, vennero ritrovati negli stagni di vari parchi pubblici di Hong Kong. Come riportato dai residenti vicini, questi pesci furono rilasciati negli stagni da amanti degli acquari e vi vivevano già da alcuni anni. Tuttavia, dopo varie lamentele dei cittadini, che avevano scambiato questi pesci per coccodrilli, termini come «orribili pesci mangiatori d'uomini» iniziarono a comparire sulle testate dei maggiori quotidiani locali. I funzionari governativi decisero quindi di rimuovere tutti i pesci dagli stagni, affermando che la specie non aveva alcun valore conservativo e che inoltre, se rimaneva nell'area, avrebbe potuto creare scompiglio nell'ecologia locale degli stagni. Il Dipartimento del Tempo Libero e dei Servizi Culturali disse di voler offrire questi pesci non pericolosi ai gruppi animalisti e ad altre organizzazioni del genere. L'esemplare catturato per primo morì però poche ore dopo essere stato preso e gli animalisti sostennero che non era stato trattato nel giusto modo dai funzionari del Governo - videro infatti catturare il pesce con reti improvvisate e bidoni della spazzatura. Il 6 settembre il Governo soppresse però tutti gli animali catturati, sostenendo che nessuna organizzazione voleva prendersi cura di loro. L'8 dello stesso mese, tuttavia, il Parco Oceanografico di Hong Kong annunciò che era interessato ai pesci per esibirli e informare il pubblico. Cinque lepisostei sopravvissuti, catturati il 7 settembre, vennero allora inviati presso tale istituzione.

## Comportamento

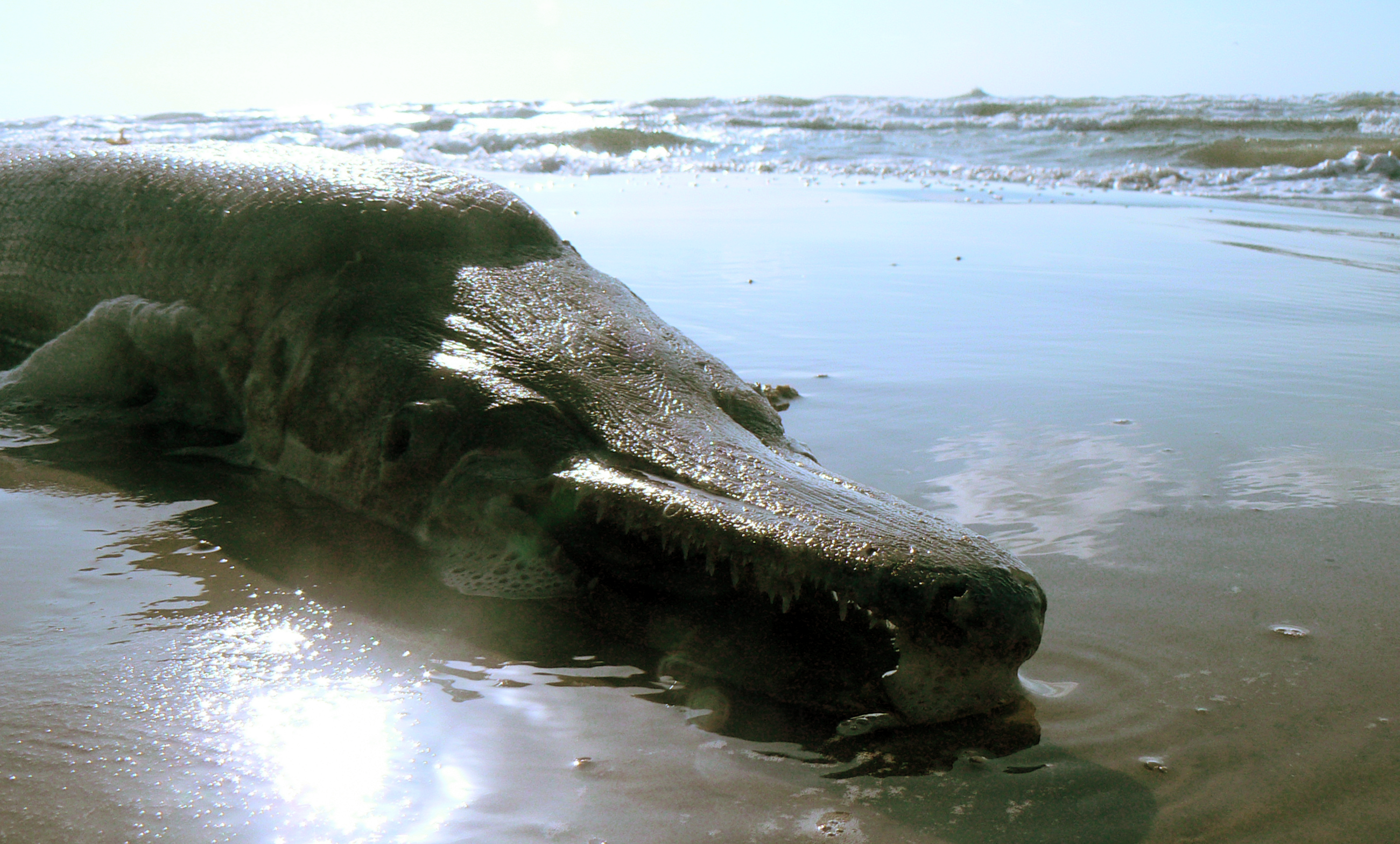
Questo luccio alligatore è stato gettato su una spiaggia di North Padre Island in seguito ad una tempesta

### Alimentazione
Il luccio alligatore è una creatura solitaria relativamente poco attiva che vive nelle aree di acqua dolce e salmastra degli USA sud-orientali. È carnivoro. Caccia stando nascosto tra le canne ed altri vegetali acquatici e tendendo agguati alle prede.

### Riproduzione
Nonostante il luccio alligatore prediliga le acque lente di fiumi, bayous e anse fluviali per gran parte dell'anno, sembra che necessiti delle acque palustri o dei campi allagati dalle piogge primaverili per deporre le uova. È stato anche dimostrato che quando questa creatura supera il peso di circa 45 chili va incontro ad un cambiamento di sesso. Si ritiene che alla nascita tutti gli esemplari siano maschi; essi diventeranno femmine solo quando raggiungeranno dimensioni maggiori. Tale caratteristica è tipica anche di alcune specie marine, come certi Labridi .

## Storia tassonomica
Fino a tempi relativamente recenti tutti i lepisostei venivano generalmente raggruppati nel genere Lepisosteus Lacépède, 1803 . Il luccio alligatore ricevette il nome scientifico di Atractosteus adamantinus dall'eccentrico Constantine Samuel Rafinesque-Schmaltz nel 1818 e per lungo tempo Atractosteus venne considerato semplicemente un sinonimo minore di Lepisosteus. E. O. Wiley riportò alla luce questo genere nel 1976 nella sua opera The phylogeny and biogeography of fossil and Recent Gars (La filogenesi e la biogeografia dei lepisostei fossili e recenti).
Sulla base dell'opera di Work, dopo il 1976 i lepisostei vennero ufficialmente suddivisi in Lepisosteus e Atractosteus e da allora anche gli zoo, i manuali di acquariofilia e i pescatori hanno pian piano iniziato ad utilizzare la nuova terminologia.

## Importanza per l'uomo

### Pesca sportiva

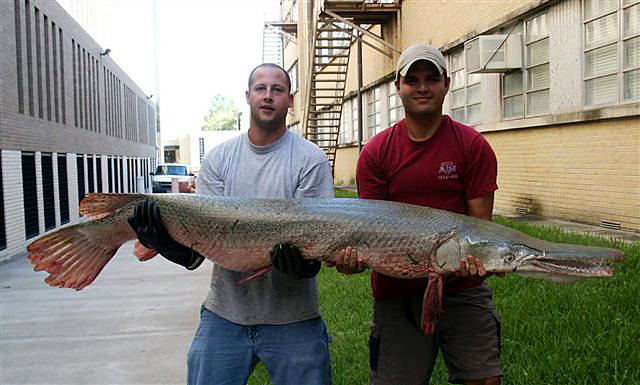
Questo luccio alligatore di 182 cm e di 58 kg è stato catturato nel fiume Brazos, in Texas

In Oklahoma, Texas, Arkansas, Mississippi e Louisiana la pesca sportiva al luccio alligatore viene regolamentata da un insieme di leggi.
Questo pesce è molto popolare tra i pescatori con arco e frecce a causa delle sue dimensioni e del carattere combattivo. Una caratteristica anatomica piuttosto interessante del luccio alligatore è la vescica natatoria collegata direttamente con la gola; tale aspetto lo rende capace di respirare aria oltre la superficie dell'acqua. Proprio per questo motivo viene spesso avvistato presso la superficie dei corsi d'acqua.

### Fonte alimentare
In alcuni Stati meridionali degli USA le carni del luccio alligatore vengono servite nei ristoranti, dove sono ritenute una prelibatezza ed una novità, un po' come la carne dell'alligatore del Mississippi.

### Negli acquari
Nonostante le grandi dimensioni che raggiunge da adulto, il luccio alligatore viene allevato come pesce d'acquario, sebbene molti pesci spacciati per «luccio alligatore» dagli acquariofili appartengano generalmente a specie più piccole. Questo pesce necessita di acquari o stagni molto grandi e di molto nutrimento. È molto popolare anche negli acquari pubblici. Nella maggior parte degli Stati USA, però, il possesso domestico di esemplari di luccio alligatore è illegale, ma occasionalmente tale specie compare nei negozi per articoli d'acquario.